# Cristians Democràtics Units
Cristians Democràtics Units (en italià Cristiani Democratici Uniti; CDU), fou un partit polític democristià i centrista d'Itàlia, fundat el 23 de juliol de 1995 per membres del Partit Popular Italià encapçalats per Rocco Buttiglione, favorables a una aliança amb el centredreta. La història del partit finalitza el 6 de desembre de 2002 amb la formació de la Unió dels Demòcrates Cristians i de Centre (UDC).

## Fundació i primera escissió
Quan es va fundar el partit, el president del Consell de Ministres d'Itàlia era Lamberto Dini. Successivament el partit va donar suport al govern de Silvio Berlusconi, aproximant-se a les posicions del Centre Cristià Democràtic (CCD) i la coalició de centredreta Pol de les Llibertats. Per a les eleccions legislatives italianes de 1996, CDU formaria una llista al costat de CCD. A més, els Cristians Demòcrates ja s'havien adherit al Pol de les Llibertats.
L'aliança de centredreta va perdre les eleccions davant L'Ulivo de Romano Prodi, passant el CDU a l'oposició. El 21 de juliol de 1996 el primer congrés del partit va escollir a Buttiglione com a secretari i a Roberto Formigoni com a president. Poc després, en febrer de 1997, Buttiglione declara sentir-se "marginat i discriminat sense motiu" per CCD, abandonà el grup unitari i es passà al grup mixt. Un any després, el partit decideix donar suport un projecte federatiu entre els partits democristians centristes, la Unió Democràtica per la República proposta per Francesco Cossiga.
La integració a la UniónDemocràtica comportaria un greu conflicte entre els dos líders del CDU, Buttiglione i Formigoni. El conflicte es crea en donar suport la UDR al govern de Prodi després d'abandonar-lo Rifondazione Comunista. Formigoni abandona el partit creant l'associació Cristians Democràtics per les Llibertats que poc després s'uniria a Forza Italia. La UDR donà suport al govern de centreesquerra de Massimo d'Alema. No obstant això, l'enfrontament entre els líders de la Unió acabaria per destruir-la en 1999. La CDU, ara independent, aconsegueix un 2,1% dels vots en les eleccions europees.

## Tornada a la coalició de centredreta i fundació de laUDC
En juliol de 1999, CDU abandona el govern d'Alema tornant de nou a aliar-se amb Berlusconi. Per a les eleccions legislatives italianes de 2001, CDU participaria en la creació de la Casa de les Llibertats que va dur a la victòria a Berlusconi. Per a aquestes eleccions CDU tornaria a formar una llista unitària amb CCD, deixant enrere els problemes i desconfiances de temps passats. Es va constituir el govern i Buttiglione va ser nomenat Ministre de Política Comunitària.
La història de CDU conclou en 2002 amb la fundació de la UDC, que uniria als principals partits democristians i de centre, CDU, CCD i Democràcia Europea. Per la creació d'UDC ja s'havien pronunciat diversos dirigents, com l'expresident del Consell Giulio Andreotti i també el si de CDU que buscava restituir l'extinta Democràcia Cristiana.

## Resultats electorals

### Parlament Italià
| Any  | Líder             | Vots             | %                | Diputats | +/− | Vots     | %        | Senadors | +/- |
| ---- | ----------------- | ---------------- | ---------------- | -------- | --- | -------- | -------- | -------- | --- |
| 1996 | Rocco Buttiglione | Coalició CDU-CCD | Coalició CDU-CCD | 11 / 630 | Nou | Dins PdL | Dins PdL | 10 / 315 | Nou |
| 2001 | Rocco Buttiglione | Coalició CDU-CCD | Coalició CDU-CCD | 17 / 630 | 6   | Dins CdL | Dins CdL | 8 / 315  | 2   |

### Parlament Europeu
| Any  | Líder             | Vots          | %   | Escons | +/− |
| ---- | ----------------- | ------------- | --- | ------ | --- |
| 1999 | Rocco Buttiglione | 669,919 (11è) | 2.2 | 2 / 72 | Nou |